# Club Deportivo Juventud Independiente
Club Deportivo Juventud Independiente, también conocido como Juventud Independiente, es un club profesional de fútbol de El Salvador, con sede en San Juan Opico, La Libertad, El Salvador. Fundado el 7 de septiembre de 1943, el mismo militó en la Primera División de El Salvador entre las temporadas 2008-2009 y de 2011 a 2016, la celebración de los partidos de casa son en el Complejo Municipal. Los problemas económicos del equipo al perder apoyo de la alcaldía municipal de San Juan Opico provocaron la fusión del equipo con Luis Ángel Firpo que obtuvo el derecho para participar en Primera División a partir del Clausura 2016 bajo el nombre de Juventud Independiente y a partir del Apertura 2016 como Luis Ángel Firpo. A partir del Apertura 2018 el equipo vuelve a resurgir y compite en la Tercera División.

## Historia

### El Comienzo
En 1940, Vicente Rocha un líder de la comunidad, decidió comenzar un proyecto de salud elaborado para los jóvenes de su comunidad Opico y se dio cuenta muy rápidamente de que la formación de un club de fútbol ayudaría a su causa. Él compartió su visión con un grupo de personas que incluía a Vicente Trujillo y Benjamín Hernández.
Después de levantar los fondos necesarios para el nuevo proyecto en San Juan Opico, Vicente Rocha, Vicente Trujillo y Benjamín Hernández, bautizaron al club con el nombre "Unión". El club contrató a sus jugadores de las escuelas locales y debido a la edad de sus jugadores, que estaban bajo el límite establecido, se registraron en la Liga Burocrática (el nivel más bajo en el sistema futbolístico). El equipo nació oficialmente el 7 de septiembre de 1943, los dueños de equipo decidieron llamar el club Juventud Independiente en representación de los jóvenes jugadores y el edificio histórico donde se formó el club. Vicente Rocha se convirtió en el primer presidente del equipo y el equipo jugó sus primeros partidos en la región de San Juan Opico, y pese a que el club Fuerte Cuzcatleco se basaba allí durante varios años, la comunidad apoyó al Juventud Independiente en gran número.

### Durante la guerra
La guerra civil que tuvo lugar en El Salvador durante la década de 1980 afectó bastante al Juventud Independiente, ya que los jugadores abandonaron el país y el gran peligro de ver los partidos mantuvieron a los aficionados alejados. En 1989, poco antes de una eliminatoria de promoción contra San Rafael Cedros, se lanzó una gran ofensiva de la guerra y muchos jugadores huyeron del país causando que Juventud Independiente perdiera el partido. La suerte del equipo mejoró en la década de los 90s el equipo reclutó a los mejores jugadores y fueron capaces de permanecer en la Segunda División durante unos años antes de sucumbir finalmente a su desaparición después de descender de Segunda División en 1991.

### Reconstrucción
Durante los años noventa, el equipo se expandió y llegó a segunda división por primera vez en varios años después de derrotar a CD Juventud Olímpica Metalío 5-1 en el global.
La directiva del equipo decidió formar una escuela de fútbol en 1994. El deseo y el objetivo era proporcionar una base sólida para el equipo mayor y mejorar el nivel de sus jugadores jóvenes. Sin embargo, durante este período, el equipo descendió de nuevo a la tercera división.
Después de las elecciones para alcalde en 1997, Romeo Barillas fue elegido y comenzó programas y proyectos para apoyar al equipo. Lo primero que el Ing. Barillas hizo fue firmar a Juan Ramón Sánchez, que acababa de terminar su contrato como director técnico de C.D. Arcense. Ramón Sánchez trabajó mucho con los jóvenes jugadores de Juventud Independiente y con el tiempo llegó a la pos-temporada. El equipo ganó en su segundo intento y fueron promovidos a la segunda división, a partir de la aparición de las estrellas jóvenes Henry López y Carlos Asprilla.
Después de asegurarse un lugar en la segunda división, fueron capaces de contratar jugadores extranjeros como Rodrigo Lagos, Fainor Viáfara y Carlos Escalante. En la temporada 2004/2005 llegaron a las semifinales, pero fueron eliminados por Coca Cola. En la temporada 2006/2007 llegaron a la final, pero perdieron ante Nejapa FC.
En 2007, Ramón Sánchez abandonó el club por, CD Chalatenango, equipo de primera división. Diez años del reinado de Ramón Sánchez habrían llegado a su fin. La junta directiva habría seleccionado a Jorge Ábrego para entrenar al equipo. El Torneo Apertura 2007, Juventud Independiente logró el subcampeonato de la Segunda División, cuando en el partido final de ese torneo fue derrotado por Atlético Balboa con marcador de 1-2. Sin embargo, obtuvo su primer título de la Segunda División en el Torneo Clausura 2008. En ese certamen, después de terminar en el segundo lugar del grupo A con 40 puntos en la etapa de clasificación, disputó la fase final del campeonato, y logró arribar al juego final nuevamente contra Atlético Balboa, encuentro que ganó 2-0. Esto provocó que ambos disputasen el ascenso a la Primera División, en un partido definitorio. Juventud Independiente perdió el juego 0-1, pero adquirió la oportunidad de disputar una repesca contra el noveno lugar de la tabla acumulada de la Primera División, San Salvador F.C.. Los de San Juan Opico ganaron el ascenso tras una serie a dos juegos (1-1 y 3-1) que permitió Juventud para calificar a la primera división por primera vez en la historia del club.

## Ascenso a Primera División

### Primera división
La estadía de Juventud Independiente en la Liga Mayor apenas duró una temporada. El club no logró ningún progreso real en la Primera División a pesar de contrataciones de jugadores como el hondureño Néstor Steve Reyes, el argentino Lucas Abraham y el colombiano Luis José Pérez. También, junto con la contratación de su entrenador de toda la vida Juan Ramón Sánchez. En el Torneo Apertura 2008 acabó en el octavo lugar con 19 puntos, y su récord incluyó una derrota de 0-10 ante Águila; y en el Torneo Clausura 2009, terminó en último lugar con 12 puntos, y lo mismo ocurrió en la tabla acumulada, al registrar 31 unidades, por lo que descendió de manera directa a la Liga de Ascenso.
El club pasó las próximas temporadas tratando de recuperar el ascenso a la primera división, llegaron varias semifinales y finales segunda división, pero  se quedarían siempre relegados.
Para el Torneo Apertura 2010 de la Segunda División, Juventud disputó otra final ante Titán, perdiendo el juego 1-0. Sin embargo, el Torneo Clausura 2011, el equipo nuevamente se clasificó a la fase final del campeonato, y disputó la final ante Once Lobos, la cual ganó con marcador de 4-0, proclamándose campeón por segunda ocasión en torneos cortos. Disputó la final de la liga y el ascenso a Primera División ante Titán de Santa Ana, encuentro que ganó 3-2 en tiempo suplementario, logrando su retorno a la Primera División.

### Regreso a Primera
Para las tres temporada siguientes (entre el Apertura 2011 y Apertura 2012) el Juventud Independiente siguió siendo un equipo de media tabla. Sin embargo, esto cambió en el Torneo Clausura 2012, cuando el Juventud rozó la clasificación a la segunda fase, ubicándose a dos puntos de los equipos Once Municipal y FAS que acabaron en el cuarto lugar.  

### Clausura 2013
Dicha actuación sería superada en el Clausura 2013 cuando terminó empatado en esa misma posición con el Santa Tecla. Juventud definió a su favor el juego de desempate contra los tecleños por un gol a cero, con anotación de Yuvini Salamanca en extra tiempo, por lo que clasificó a las semifinales donde se enfrentó al Club Deportivo FAS. La serie contra el equipo santaneco fue desfavorable para los opicanos, pese a que ganaron el primer juego 2-1 como local en el estadio Las Delicias de Santa Tecla y perdieron el siguiente por la mínima diferencia de visita, a Santa Ana ya que la ventaja del FAS por su mejor ubicación en la tabla de posiciones en la temporada regular les favoreció. 
Los mejores anotadores para el equipo de San Juan Opico en la fase regular ese certamen, fueron Darwin Cerén con siete goles, y Juan Alexander Campos con seis.

### Apertura 2013
Después de su exitosa campaña Juventud lo respaldó la temporada siguiente, en el Apertura 2013, al ubicarse en el segundo puesto de la tabla general y con el mayor número de goles de todos los equipos, teniendo además al uruguayo Jesús Toscanini como el máximo goleador del torneo junto al argentino Gonzalo Mazzia del Atlético Marte, ambos con trece tantos. También el delantero salvadoreño David Rugamas fue determinante con ocho goles. En este certamen, los opicanos aplicaron sendas goleadas al Santa Tecla como visitante con marcador de 1-6, y al Alianza de local con resultado de 6-0. Sin embargo no logró clasificar a la final del torneo al caer ante el FAS con marcadores de 2-2 (ida) y 1-2 (vuelta).

### Clausura 2014
Nuevamente para el mencionado campeonato el equipo arqueológico logra realizar una excelente campaña clasificando a la "fiesta grande" como tercero en la tabla de posiciones, ya en las mismas se enfrenta al equipo campeón defensor en ese momento A.D Isidro Metapán en las mismas el equipo calero resultó más efectivo logrando el pase a la final, siendo vencidos los opicanos 2-2 (ida como local) y 2-0 (vuelta) respectivamente.

### Clausura 2015
Tras un torneo anterior (Apertura 2014) sin mayores resultados, el club juventino logra entrar nuevamente entre los cuatro mejores del torneo esta vez segundos en la tabla general, haciéndolo esta vez enfrentarse en la ronda semifinal con lo pericos de Santa Tecla FC. En la misma, el cuadro opicano logró un importante empate 3-3 (de visita)  en la ida, dándoles mayores expectativas de alcanzar la final, sin embargo en el partido de vuelta cayeron 1-3 (como local) siendo sorprendidos y relegados de la posibilidad de alcanzar el juego final en la lucha por el título.

## Patrocinadores

### Olimpiadas especiales
El 15 de noviembre de 2012, Juventud Independiente se convirtió en el primer club de fútbol de Primera División en embajador del programa de Olimpiadas Especiales a nivel nacional y segundo a nivel centroamericano luego del convenio por dos años que firmaron ambas instituciones y en el que el equipo se comprometió a ayudar en materia logística y humana en el desarrollo de diferentes actividades.
El conjunto opicano es el segundo equipo de fútbol en Centroamérica en estar asociado con la fundación (Saprissa S.A.D de Costa Rica fue el pionero). Dicha sociedad incluye convivios deportivos, que la banda del capitán de Juventud Independiente tenga el logo de Olimpiadas Especiales y vallas publicitarias en el recinto deportivo.